# Iznatoraf
Iznatoraf ist ein südspanischer Ort und eine Gemeinde (municipio) mit insgesamt 882 Einwohnern (Stand: 2024) im Osten der Provinz Jaén in der autonomen Region Andalusien. Der Ortskern ist als Conjunto Histórico de Iznatoraf seit 2012 ausgewiesen.

## Lage
Iznatoraf liegt in der Sierra Morena knapp 90 km (Fahrtstrecke) nordöstlich der Provinzhauptstadt Jaén in einer Höhe von 1035 m.
Das Klima im Winter ist gemäßigt, im Sommer dagegen warm bis heiß; die geringen Niederschlagsmengen (ca. 583 mm/Jahr) fallen – mit Ausnahme der nahezu regenlosen Sommermonate – verteilt übers ganze Jahr.

## Bevölkerungsentwicklung
| Jahr      | 1970  | 1980  | 1990  | 2000  | 2010  | 2020 |
| Einwohner | 2.062 | 1.842 | 1.266 | 1.273 | 1.079 | 914  |

Die deutliche Bevölkerungsrückgang in der zweiten Hälfte des 20. Jahrhunderts ist im Wesentlichen auf die nahezu ausschließliche Anpflanzung von Olivenbäumen, die damit einhergehende Mechanisierung und den daraus resultierenden  Verlust von Arbeitsplätzen zurückzuführen.

## Sehenswürdigkeiten
- Kirche Mariä Himmelfahrt (Iglesia de Nuestra Señora de la Asunción)
- Christuskapelle
- Uhrenturm

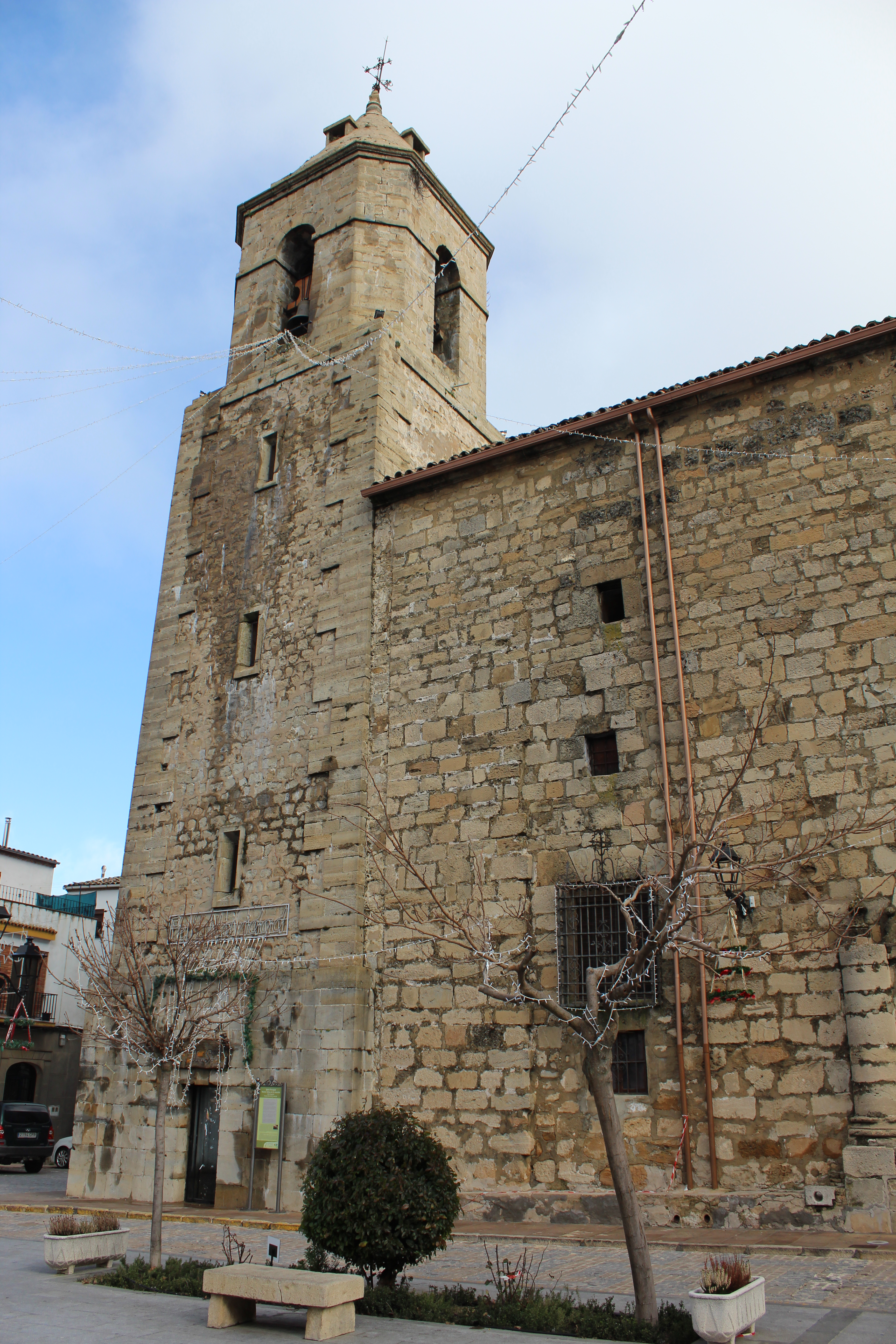
Kirche Mariä Himmelfahrt
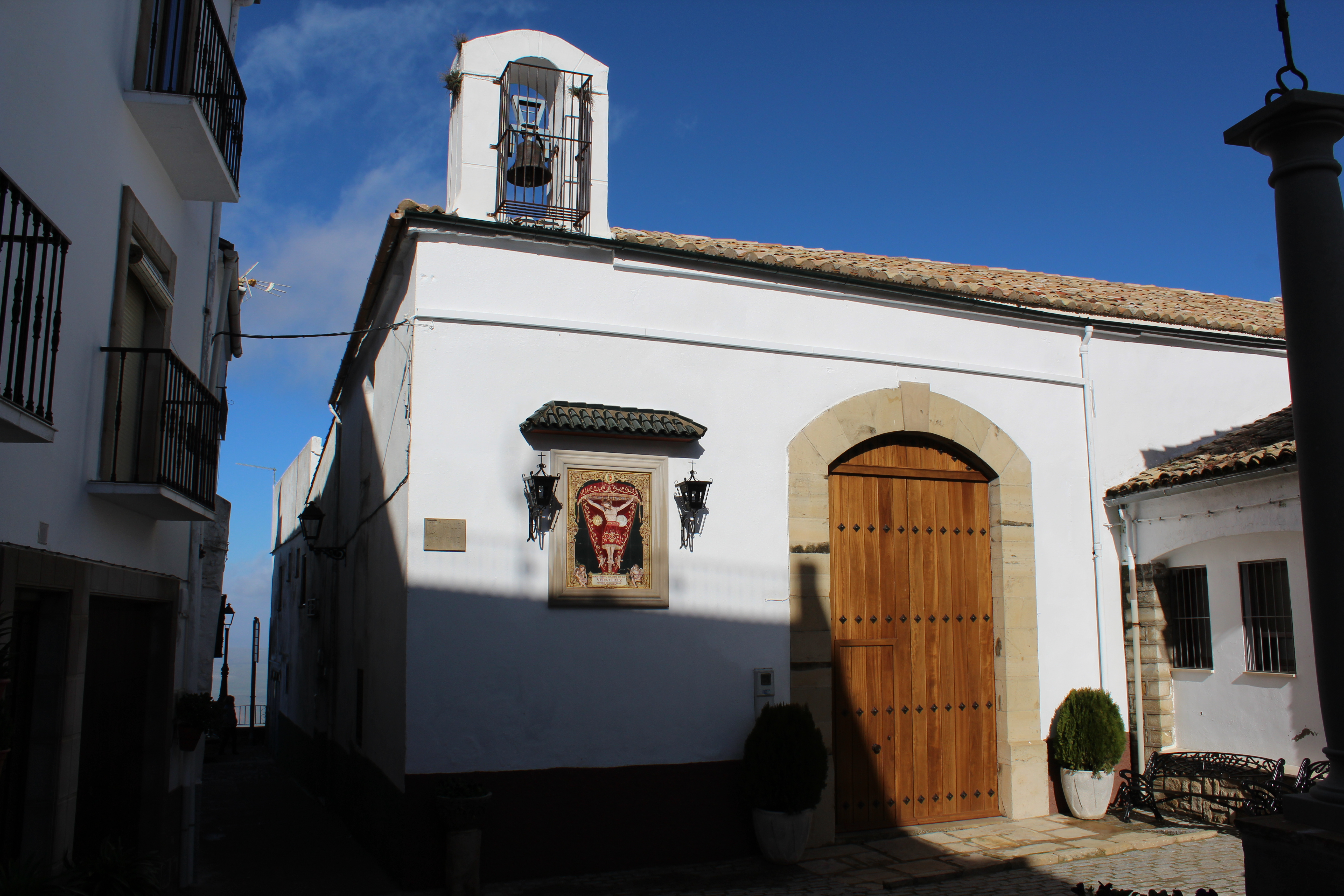
Christuskapelle
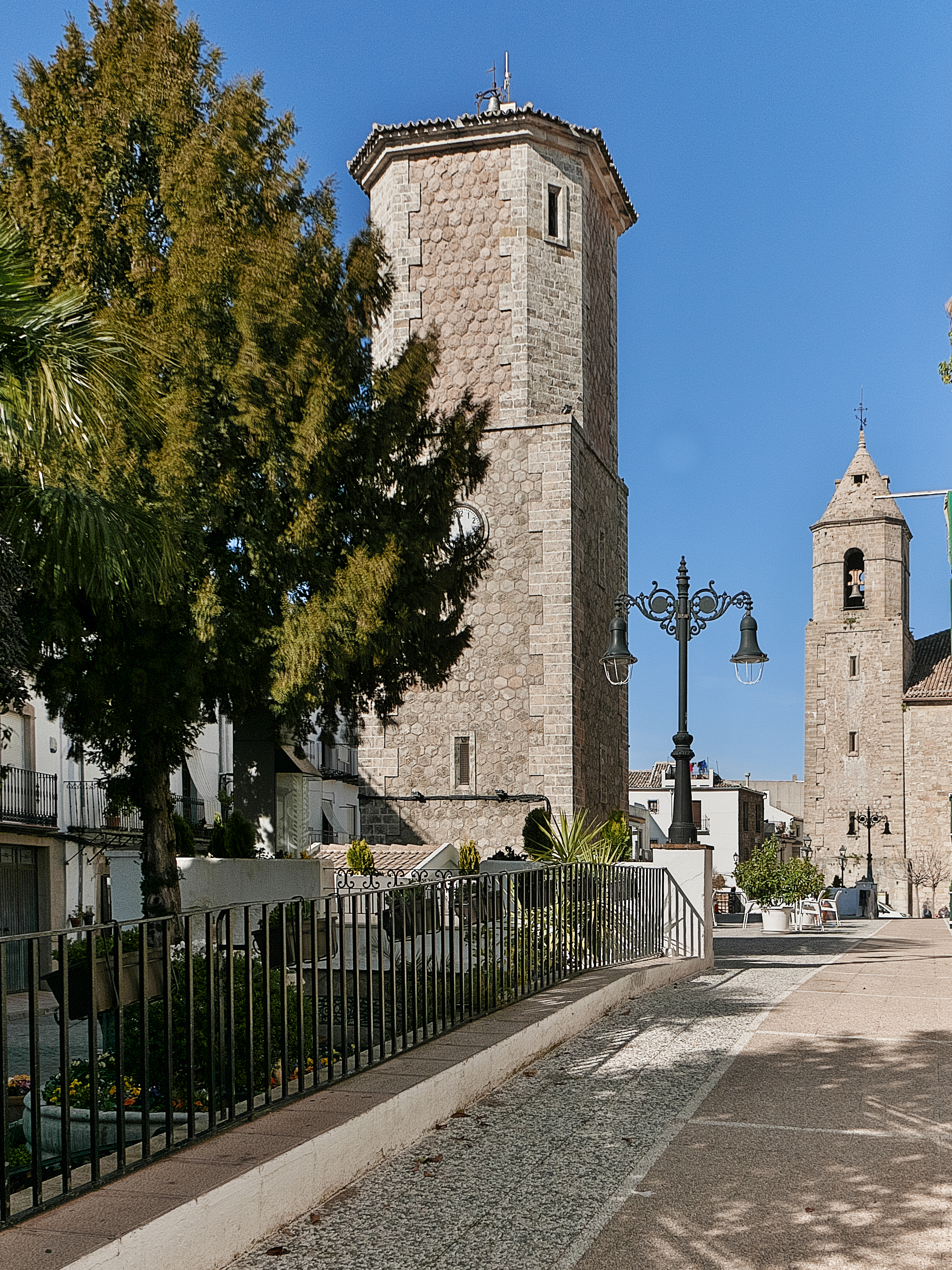
Uhrenturm

## Persönlichkeiten
- Antonio Tavira Almazán (1737–1807), Bischof der Kanarischen Inseln (1791–1796), Bischof von Osma-Soria (1796–1798) und Bischof von Salamanca (1798–1807)